# 第一次印パ戦争
第一次印パ戦争（だいいちじいんパせんそう）は、カシミールの帰属をめぐり、インドとパキスタンの間で行われた戦争。印パ戦争の最初のものである。この結果、カシミールは両国が分割して実効支配することとなった。

## 概要

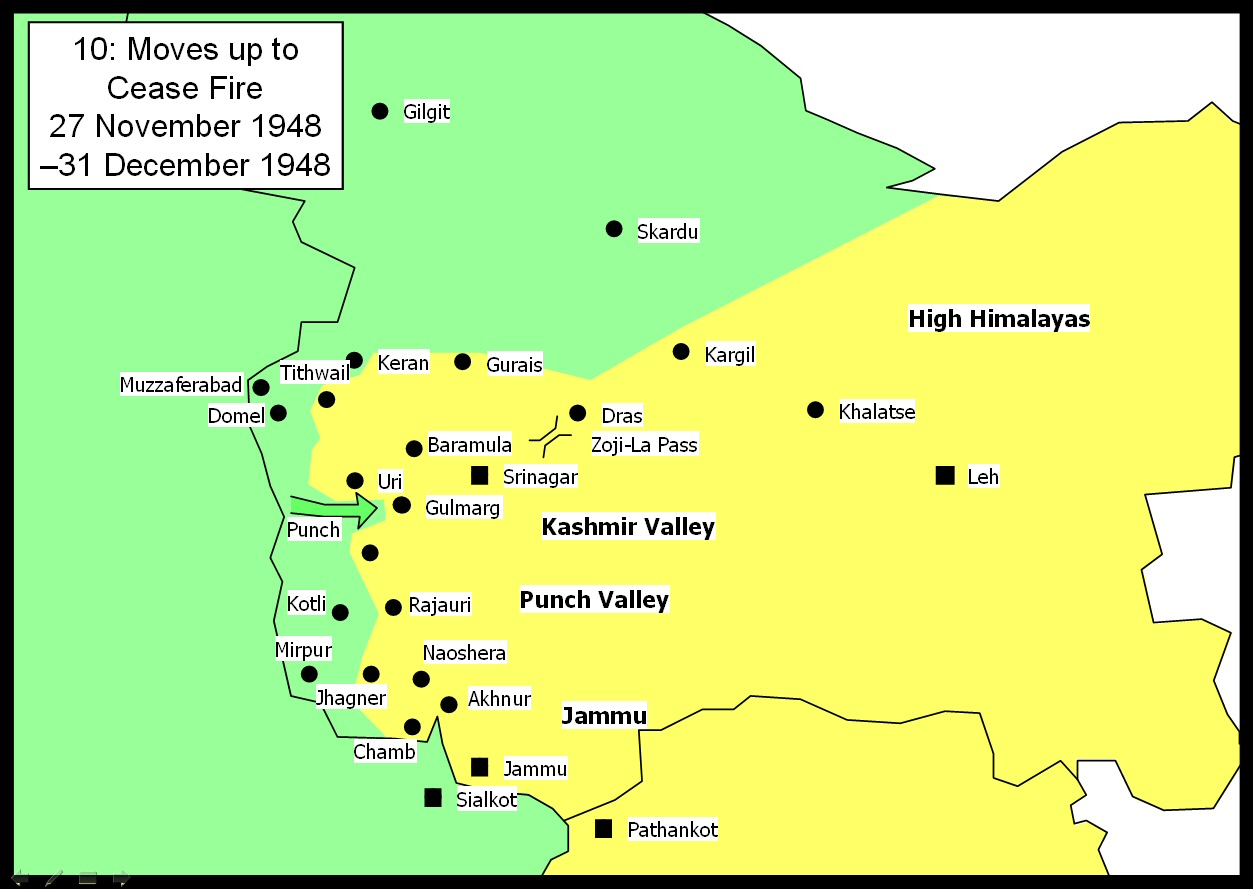
停戦直前のカシミール

1945年9月2日に第二次世界大戦が終わった結果、イギリス領インド帝国は解体される（イギリスがインド植民地を手放す）ことになったが、1947年8月15日に正式に独立するにあたり、宗教対立の影響からヒンドゥー教徒中心のインド連邦とイスラム教徒中心のパキスタンとに分かれて独立することとなった。イギリス領インドは直轄領および藩王国からなっており、ほとんどの藩王国は、インドまたはパキスタンに帰属することで、問題は少なかった。しかし、いくつかの藩王国では問題が生じ、両勢力に挟まれたジャンムー・カシミール藩王国についても同様であった。
ジャンムー・カシミール藩王国は藩王のハリ・シングがヒンドゥー教徒であり、住民の8割がイスラム教徒であった。そのため、帰属を決めかねていたが、インド・パキスタンの独立後、両国から帰属への圧力がかけられていた。ハリ・シングは独立を望んだが、住民間ではパキスタンへ帰属を求め、暴動が行われるようになった。10月21日にはイスラム教徒の民兵がパキスタンから進入を開始し、これに対抗するため、ハリ・シングはインドへ武力介入を要請、10月27日にはシュリーナガルへの兵力展開を開始し、第一次印パ戦争が勃発することとなった。
間もなく、パキスタン正規軍も投入され、カシミール西部を中心に戦闘が行なわれた。国際連合は1948年1月20日の国際連合安全保障理事会決議39でもって停戦を求めたが、戦争は継続され、停戦となったのは1948年12月31日のことであった。
この戦争の結果、カシミールの6割はインドの実効支配するところとなり、残りがパキスタンの支配下となった。停戦監視のため、国際連合インド・パキスタン軍事監視団(UNMOGIP)が派遣されたが、恒久的な和平は結ばれず、1965年に第二次印パ戦争が勃発することとなる。